# Cupha synnara
Cupha synnara är en fjärilsart som beskrevs av Hans Fruhstorfer 1912. Cupha synnara ingår i släktet Cupha och familjen praktfjärilar. Inga underarter finns listade i Catalogue of Life.